# غران
غران (به عربی: غران) یک منطقهٔ مسکونی در عربستان سعودی است که در استان مکه واقع شده‌است.